# Sauromace II d'Ibérie
Sauromace ou Saourmag II d’Ibérie (en géorgien : საურმაგ II, latinisé en Sauromaces) est un roi de 361 à 363 puis diarche d’Ibérie de 370 à  378. 

## Biographie
Sauromace n’est pas connu de la Chronique géorgienne ; par contre, il est assez abondamment documenté dans l’œuvre de l’historien latin contemporain Ammien Marcellin.
Cyrille Toumanoff, dans son interprétation des faits, le considère comme le premier successeur chrétien (fils ?) du roi Rev II d'Ibérie, mort en 361. Il aurait été en butte, du fait de sa religion et de son attachement à l’alliance romaine, à l’hostilité du roi sassanide Shapur II. Le Shah de Perse le chasse et le remplace en 363 par un compétiteur nommé par Ammien Marcellin Aspacoures (II) (c.-à-d. Varaz Bakour dans l’historiographie géorgienne).
Il chassa Sauromace, qui tenait de nous le sceptre d'Ibérie, et mis à la tête de cette contrée Aspacuras, un inconnu qu'il affubla du diadème, en témoignage de son mépris de la puissance romaine.
Cette intervention de Shapur II dans le Caucase engendre une contre-offensive de Rome. Le coempereur romain Valens, chargé de l’Orient, envoie à son tour douze légions commandées par Terentius. Aspacoures II, vaincu, propose de faire la paix avec son « cousin », Sauromace II, sur la base d’un partage du pays. Il précise qu’il ne peut abandonner le parti de la Perse car son fils est otage à la cour du Grand-Roi. Rome accepte le compromis.
Térence avec douze légions alla replacer Sauromace sur le trône d'Ibérie. Le prince expulsé arrivait au fleuve Cyrus, lorsque Aspacuras qui était son cousin, vint le supplier de consentir à ce qu'ils régnassent concurremment en bonne intelligence, comme étant du même sang; Il appuyait sa proposition sur l'impossibilité pour lui, qui avait son fils Ultra en otage chez les Perses, de faire abandon de son droit et cause commune avec les Romains....Le Cyrus qui coule au milieu du pays fut fixé comme ligne de démarcation réciproque. Sauromace régna sur les Lazis et le territoire limitrophe de l'Arménie; Aspacuras sur celui confiné à l'Albanie et à la Perse.
La Géorgie se trouve donc en 370 partagée en deux zones d’influence, la Géorgie occidentale — la Lazique et les régions proches de la frontière arménienne, qui est gouvernée par Sauromace II, vassal des Romains —, et la Géorgie orientale, qui confine à l’Albanie du Caucase et à l’Iran et qui  reste sous la domination de Mihrdat III d'Ibérie, le fils et successeur de Varaz-Bakour Ier. Le roi de Perse Shapur II refuse de reconnaître cet état de fait :
Subsidiairement il demandait à l'empereur si ce parti lui répugnait de souscire à la réunion de l'Hibérie en un seul royaume et à la reconnaissance d'Aspacures, créature du roi de Perse comme souverain de tout le pays lequel dans cette hypothèse devait être évacué par les troupes romaines. La réponse de l'empereur fut qu'i ne permettrait jamais aucune dérogation au pacte conclu.
Sapor furieux envoie son général Suréna combattre les troupes romaines laissées à Sauromace II. Ce dernier est vaincu et disparaît de l’histoire (378).
L’offensive générale des Goths sur le Danube entraîne la fin de l’équilibre précaire mis en place en Géorgie. Valens ne peut pas intervenir car il est rappelé en Europe où il périt à la bataille d'Andrinople, le 31 août 378.